# Auszeichnungen der Handball-Bundesliga
Die Auszeichnungen der Handball-Bundesliga werden seit dem Jahr 2000 nach Abschluss an der jeweiligen Bundesliga-Saison in verschiedenen Kategorien vergeben, bis 2010 im Rahmen des HBL All-Star Games.

## Auszeichnungen

### Spieler der Saison (MVP)

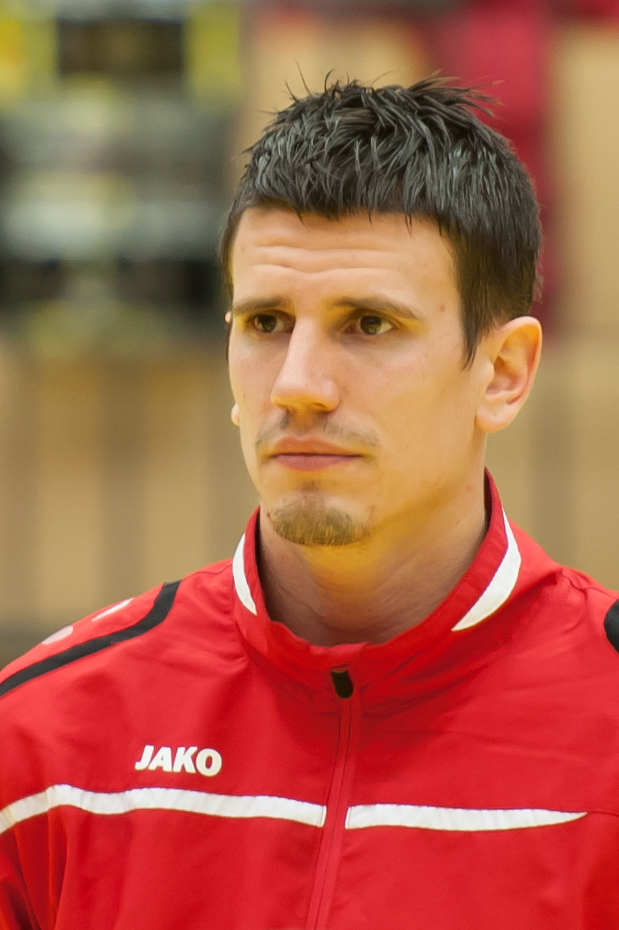
Andy Schmid, fünfmal Spieler der Saison 2014–2018

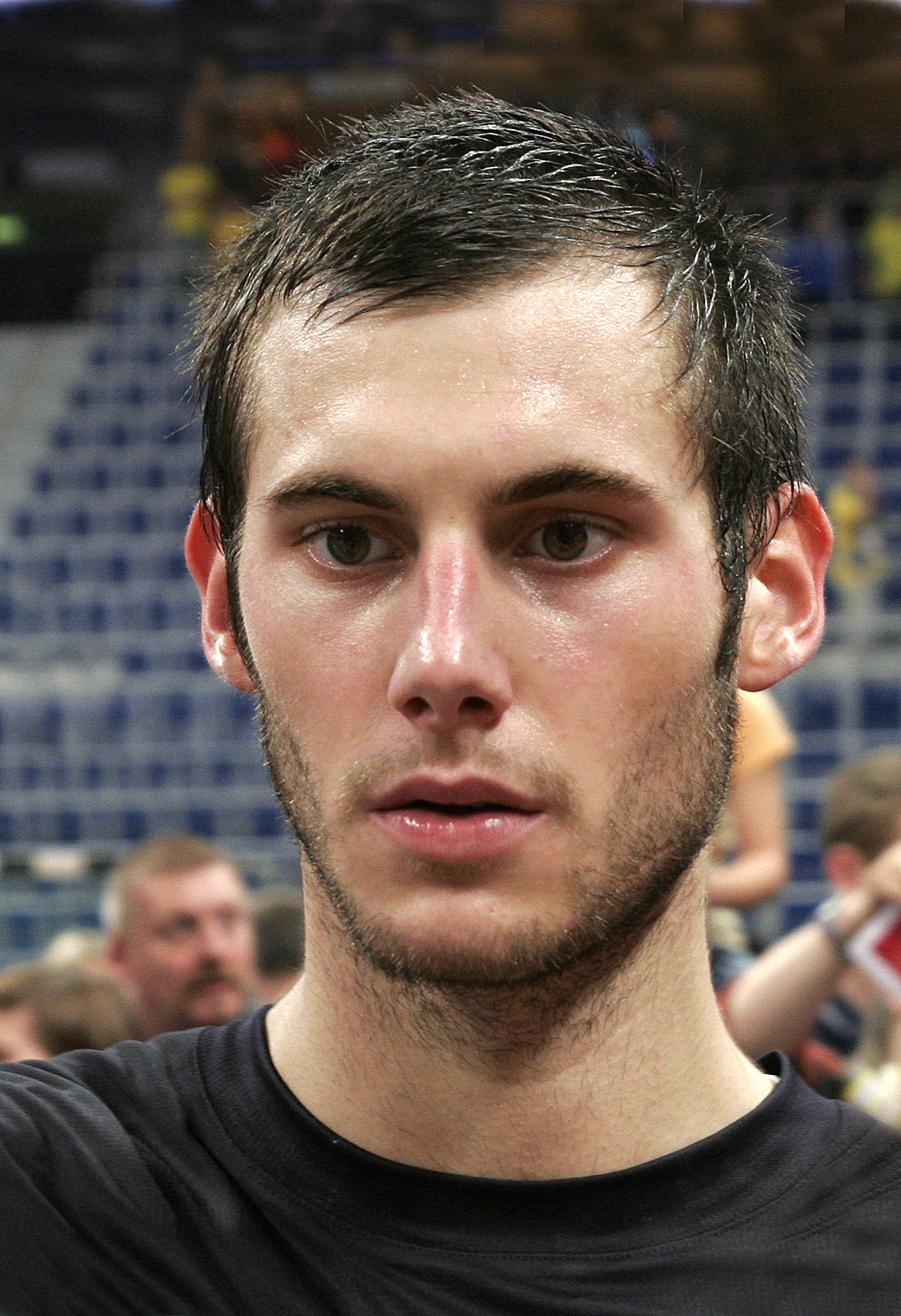
Uwe Gensheimer als Spieler der Saison 2011

| Jahr | Nat.                              | Alter                             | Spieler                           | Verein                            |
| ---- | --------------------------------- | --------------------------------- | --------------------------------- | --------------------------------- |
| 2025 | Danemark                          | 26                                | Mathias Gidsel                    | Füchse Berlin                     |
| 2024 | Danemark                          | 28                                | Magnus Saugstrup                  | SC Magdeburg                      |
| 2023 | Island                            | 23                                | Gísli Þorgeir Kristjánsson        | SC Magdeburg                      |
| 2022 | Island                            | 25                                | Ómar Ingi Magnússon               | SC Magdeburg                      |
| 2021 | Schweden                          | 28                                | Jim Gottfridsson                  | SG Flensburg-Handewitt            |
| 2020 | Kroatien                          | 31                                | Domagoj Duvnjak                   | THW Kiel                          |
| 2019 | Danemark                          | 27                                | Rasmus Lauge                      | SG Flensburg-Handewitt            |
| 2018 | Schweiz                           | 34                                | Andy Schmid                       | Rhein-Neckar Löwen                |
| 2017 | Schweiz                           | 33                                | Andy Schmid                       | Rhein-Neckar Löwen                |
| 2016 | Schweiz                           | 32                                | Andy Schmid                       | Rhein-Neckar Löwen                |
| 2015 | Schweiz                           | 31                                | Andy Schmid                       | Rhein-Neckar Löwen                |
| 2014 | Schweiz                           | 30                                | Andy Schmid                       | Rhein-Neckar Löwen                |
| 2013 | Kroatien                          | 24                                | Domagoj Duvnjak                   | HSV Hamburg                       |
| 2012 | Schweden                          | 29                                | Kim Andersson                     | THW Kiel                          |
| 2011 | Deutschland                       | 24                                | Uwe Gensheimer                    | Rhein-Neckar Löwen                |
| 2010 | Tschechien                        | 28                                | Filip Jícha                       | THW Kiel                          |
| 2009 | Frankreich                        | 32                                | Thierry Omeyer                    | THW Kiel                          |
| 2008 | Frankreich                        | 24                                | Nikola Karabatić                  | THW Kiel                          |
| 2007 | Frankreich                        | 23                                | Nikola Karabatić                  | THW Kiel                          |
| 2006 | Island                            | 26                                | Guðjón Valur Sigurðsson           | VfL Gummersbach                   |
| 2005 | Deutschland                       | 30                                | Henning Fritz                     | THW Kiel                          |
| 2004 | Danemark                          | 25                                | Lars Krogh Jeppesen               | SG Flensburg-Handewitt            |
| 2003 | Deutschland                       | 33                                | Christian Schwarzer               | TBV Lemgo                         |
| 2002 | Island                            | 28                                | Ólafur Stefánsson                 | SC Magdeburg                      |
| 2001 | Island                            | 27                                | Ólafur Stefánsson                 | SC Magdeburg                      |
| 2000 | Auszeichnung wurde nicht vergeben | Auszeichnung wurde nicht vergeben | Auszeichnung wurde nicht vergeben | Auszeichnung wurde nicht vergeben |

### Torhüter der Saison
| Jahr | Nat.     | Spieler          | Verein             |
| ---- | -------- | ---------------- | ------------------ |
| 2019 | Danemark | Niklas Landin    | THW Kiel           |
| 2018 | Schweden | Mikael Appelgren | Rhein-Neckar Löwen |
| 2017 | Danemark | Niklas Landin    | THW Kiel           |

### Trainer der Saison

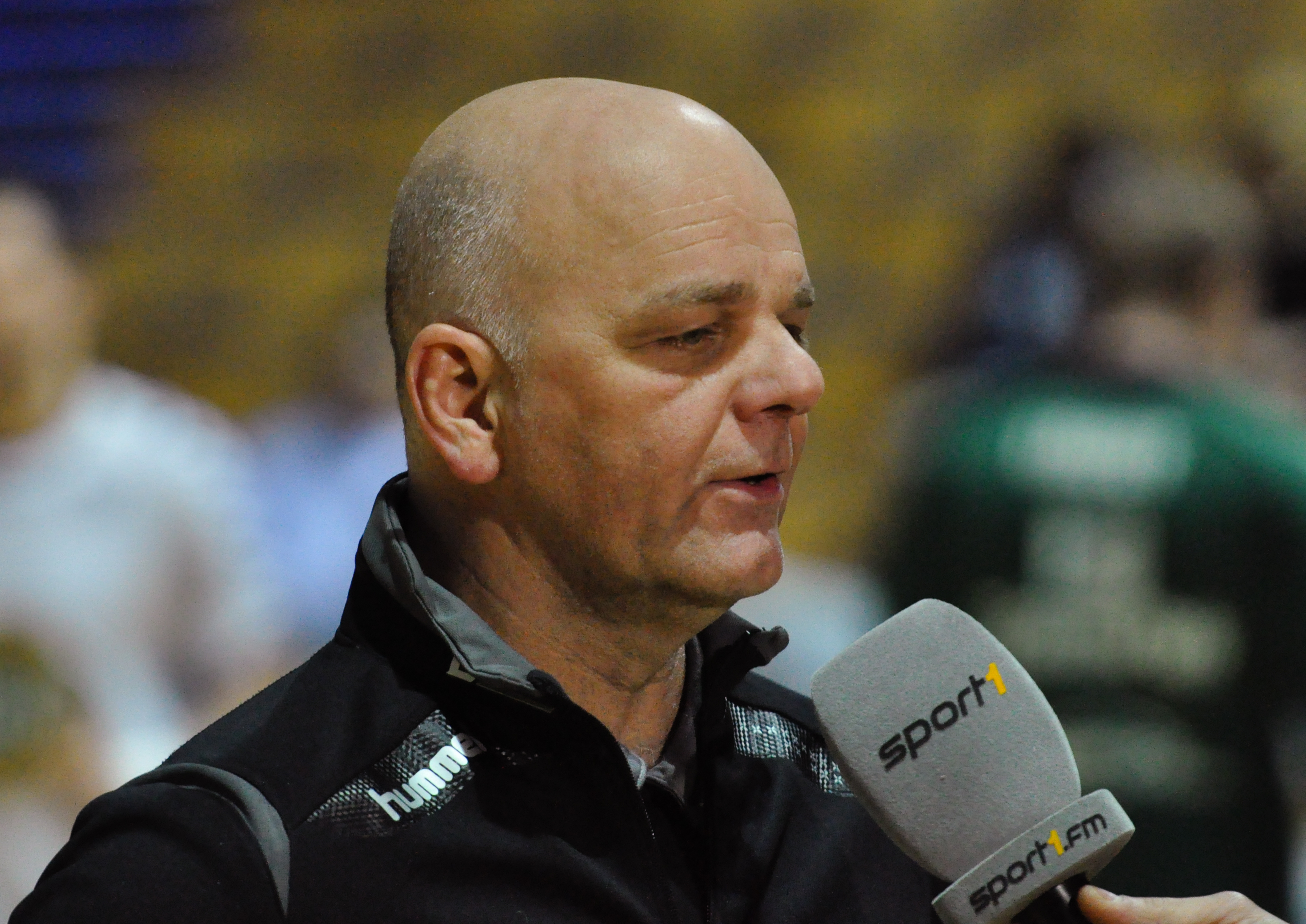
Kai Wandschneider, Gewinner der Auszeichnung 2013 u. 2017

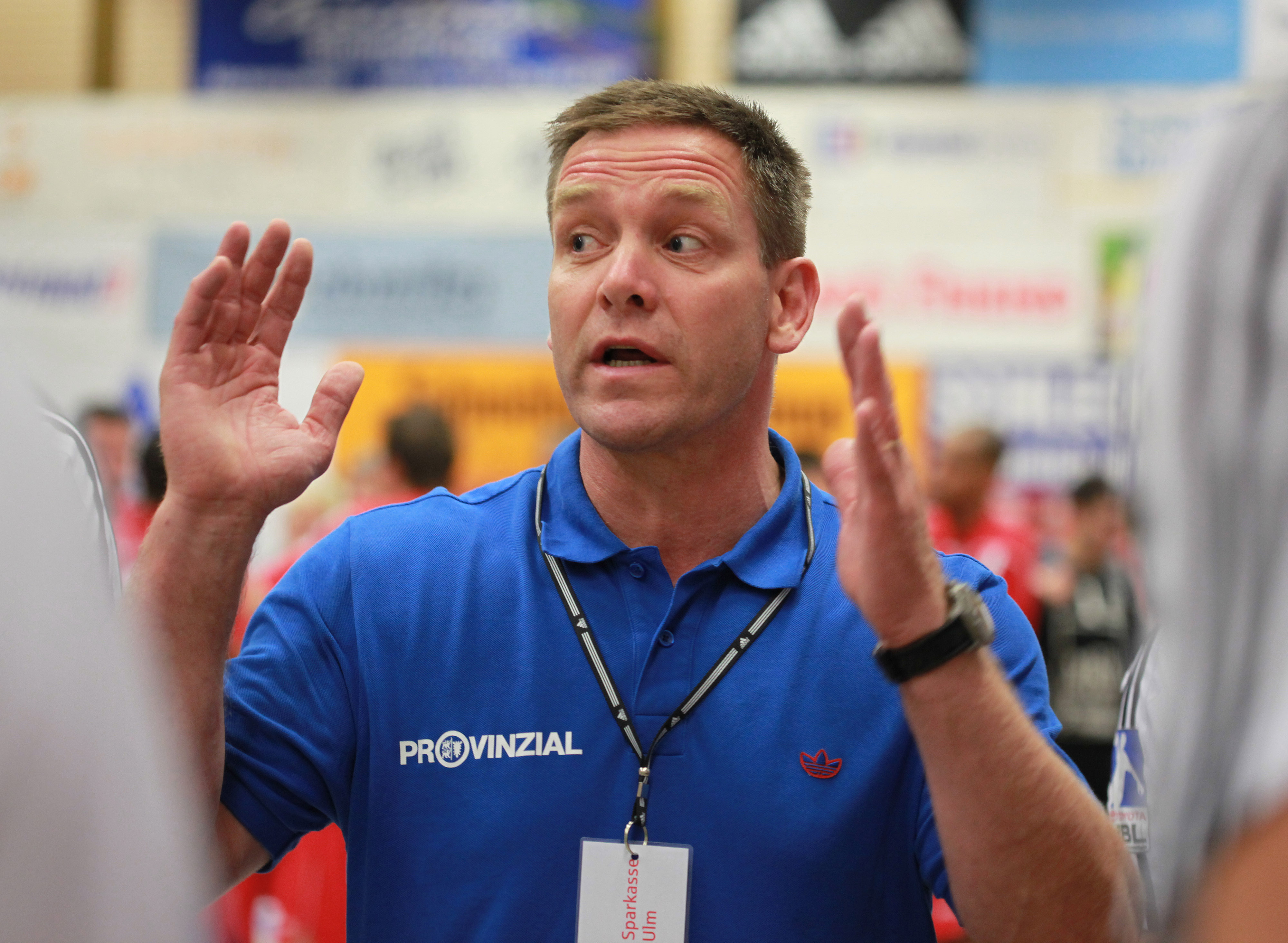
Alfreð Gíslason wurde Trainer der Saison 2002, 2009, 2012, 2015 u. 2019

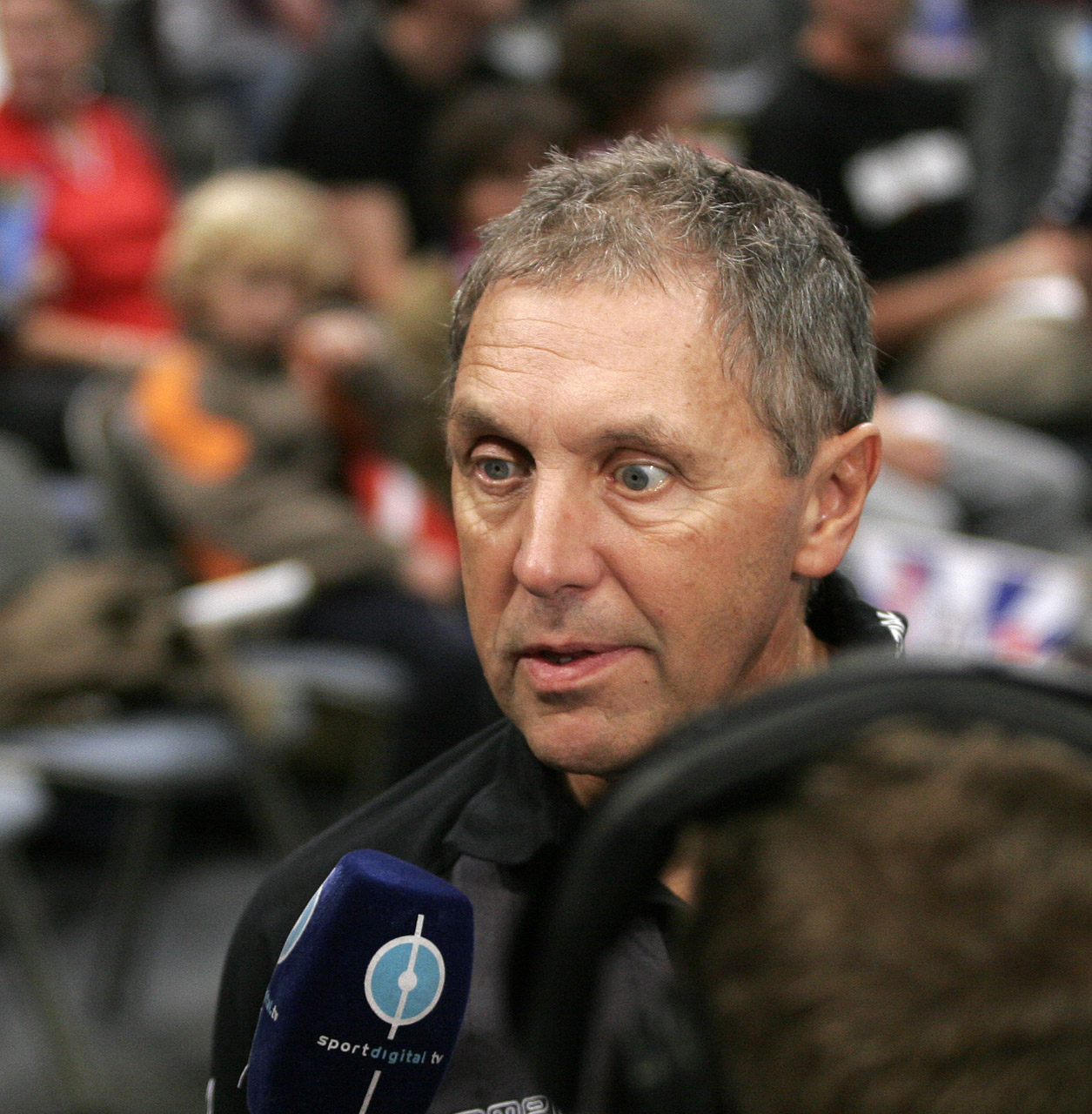
Trainer der Saison 2004 wurde Kent-Harry Andersson

Zum Ende jeder Saison wird der Trainer der Saison von der Handball-Bundesliga geehrt. Von 2006 bis 2008 wurde der Preis drei Mal an Zvonimir Serdarušić vergeben, der in diesen drei Jahren drei Meistertitel, zwei DHB-Pokalsiege und einmal die Champions League gewinnen konnte. 2009 konnte sich Alfreð Gíslason als erster Trainer mit einer zweiten Mannschaft den Titel holen.
| Jahr      | Nat.                                           | Trainer                           | Verein                            |
| --------- | ---------------------------------------------- | --------------------------------- | --------------------------------- |
| 2025      | Deutschland                                    | Jaron Siewert                     | Füchse Berlin                     |
| 2024      | Deutschland                                    | Bennet Wiegert                    | SC Magdeburg                      |
| 2023      | Island                                         | Guðjón Valur Sigurðsson           | VfL Gummersbach                   |
| 2022      | Deutschland                                    | Bennet Wiegert                    | SC Magdeburg                      |
| 2021      | Deutschland                                    | Florian Kehrmann                  | TBV Lemgo                         |
| 2020      | Tschechien                                     | Filip Jícha                       | THW Kiel                          |
| 2019      | Island                                         | Alfreð Gíslason                   | THW Kiel                          |
| 2018      | Danemark                                       | Nikolaj Jacobsen                  | Rhein-Neckar Löwen                |
| 2017      | Deutschland                                    | Kai Wandschneider                 | HSG Wetzlar                       |
| 2016      | Deutschland                                    | Christian Prokop                  | SC DHfK Leipzig                   |
| 2015      | Island                                         | Alfreð Gíslason                   | THW Kiel                          |
| 2014      | Island                                         | Guðmundur Guðmundsson             | Rhein-Neckar Löwen                |
| 2013      | Deutschland                                    | Kai Wandschneider                 | HSG Wetzlar                       |
| 2012      | Island                                         | Alfreð Gíslason                   | THW Kiel                          |
| 2011      | Island                                         | Dagur Sigurðsson                  | Füchse Berlin                     |
| 2010      | Jugoslawien Sozialistische Föderative Republik | Sead Hasanefendić                 | VfL Gummersbach                   |
| 2009      | Island                                         | Alfreð Gíslason                   | THW Kiel                          |
| 2008      | Deutschland                                    | Zvonimir Serdarušić               | THW Kiel                          |
| 2007      | Deutschland                                    | Zvonimir Serdarušić               | THW Kiel                          |
| 2006      | Deutschland                                    | Zvonimir Serdarušić               | THW Kiel                          |
| 2005      | Deutschland                                    | Velimir Petković                  | Frisch Auf Göppingen              |
| 2004      | Schweden                                       | Kent-Harry Andersson              | SG Flensburg-Handewitt            |
| 2003      | Deutschland                                    | Volker Mudrow                     | TBV Lemgo                         |
| 2002      | Island                                         | Alfreð Gíslason                   | SC Magdeburg                      |
| 2000–2001 | Auszeichnung wurde nicht vergeben              | Auszeichnung wurde nicht vergeben | Auszeichnung wurde nicht vergeben |

### Rookie der Saison

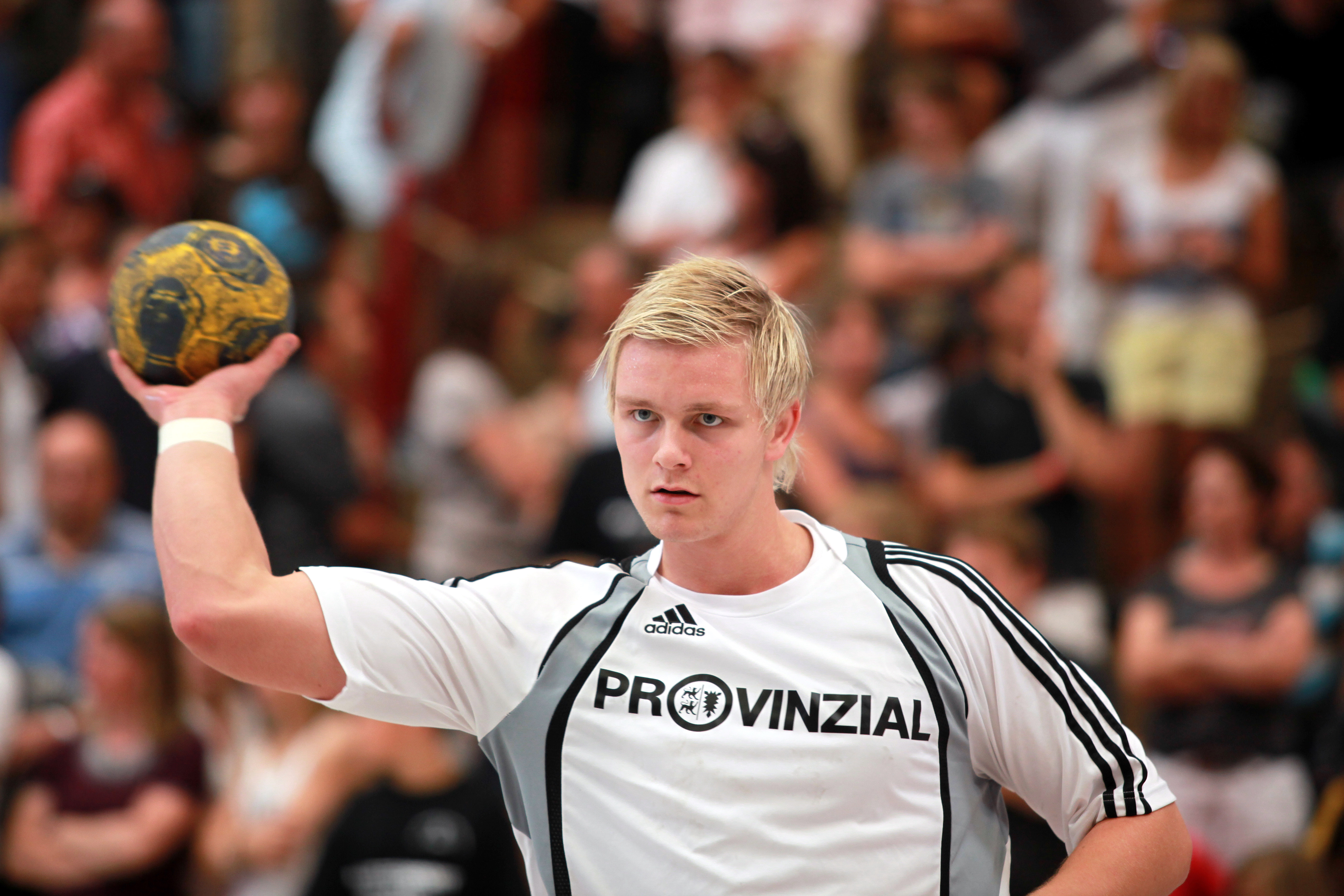
Aron Pálmarsson als Rookie der Saison 2010

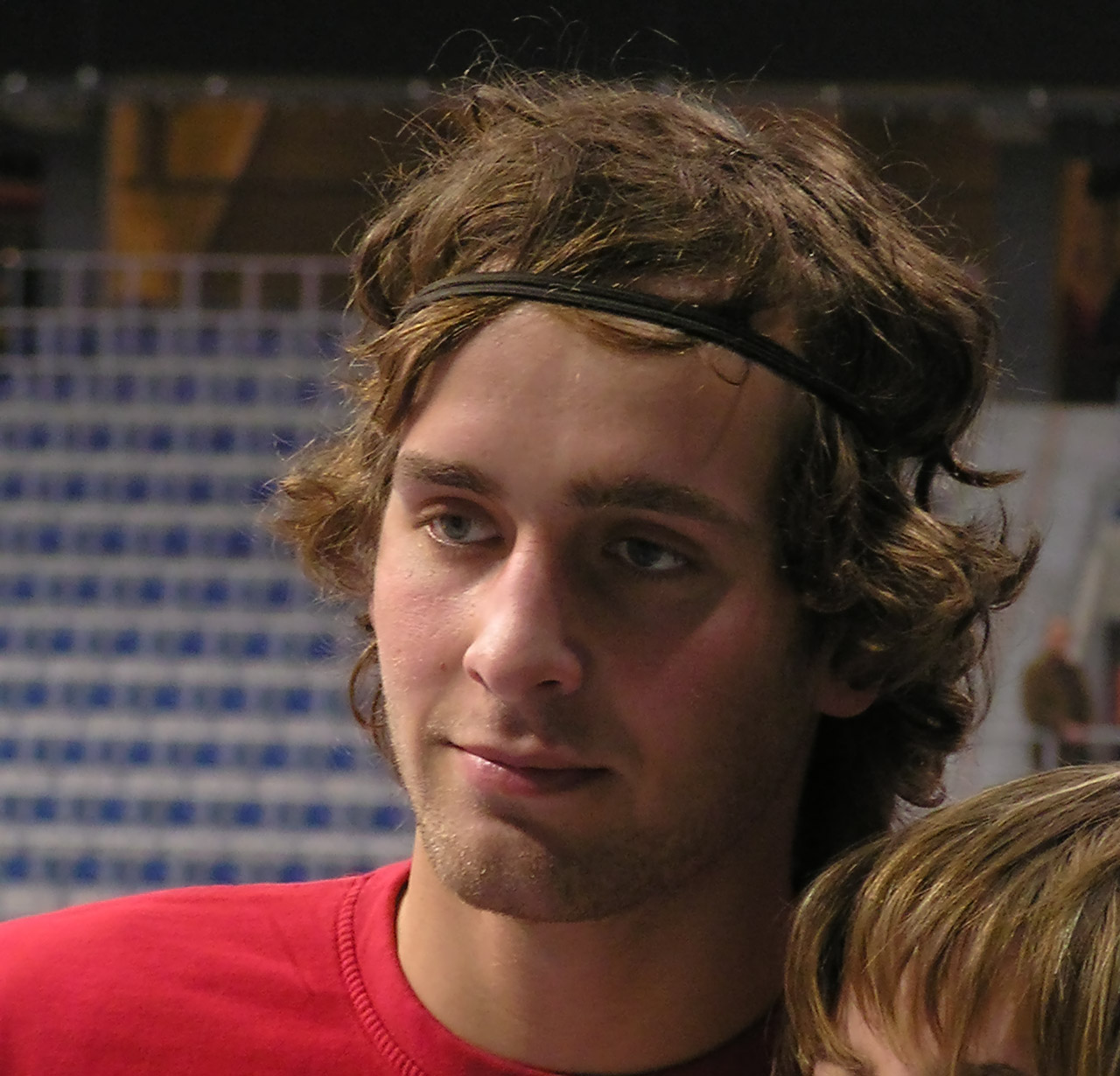
Silvio Heinevetter wurde 2007 Rookie des Jahres

Zum ersten Mal wurde die Auszeichnung für den besten „Rookie“ 2006 an Uwe Gensheimer vergeben. Silvio Heinevetter war 2007 der einzige Torhüter. Im Jahr 2010 konnte mit dem Isländer Aron Pálmarsson der erste Ausländer die Trophäe holen. Im folgenden Jahr gewann der Gummersbacher Patrick Wiencek die Auszeichnung als erster Kreisläufer.
| 2011      | Deutschland                       | 22                                | Patrick Wiencek                   | VfL Gummersbach                   |                                   |                                   |
| 2010      | Island                            | 19                                | Aron Pálmarsson                   | THW Kiel                          |                                   |                                   |
| 2009      | Deutschland                       | 19                                | Patrick Groetzki                  | Rhein-Neckar Löwen                |                                   |                                   |
| 2008      | Deutschland                       | 22                                | Martin Strobel                    | HBW Balingen-Weilstetten          |                                   |                                   |
| 2007      | Deutschland                       | 22                                | Silvio Heinevetter                | SC Magdeburg                      |                                   |                                   |
| 2006      | Deutschland                       | 19                                | Uwe Gensheimer                    | Rhein-Neckar Löwen                |                                   |                                   |
| 2000–2005 | Auszeichnung wurde nicht vergeben | Auszeichnung wurde nicht vergeben | Auszeichnung wurde nicht vergeben | Auszeichnung wurde nicht vergeben | Auszeichnung wurde nicht vergeben | Auszeichnung wurde nicht vergeben |

### Lebenswerk/Karriereleistung Handball
| Jahr | Nat.        | Spieler                             | Verein(e)                                                                             |
| ---- | ----------- | ----------------------------------- | ------------------------------------------------------------------------------------- |
| 2010 | /           | Lars Christiansen / Peter Gentzel   | SG Flensburg-Handewitt / HSG Nordhorn, THW Kiel                                       |
| 2009 | /           | Steffen Stiebler / Ljubomir Vranjes | SC Magdeburg / HSG Nordhorn, SG Flensburg-Handewitt                                   |
| 2008 | /           | Daniel Stephan / Yoon Kyung-shin    | OSC 04 Rheinhausen, TBV Lemgo / VfL Gummersbach, HSV Hamburg                          |
| 2007 | /           | Jan Holpert / Stefan Kretzschmar    | TSV Milbertshofen, SG Flensburg-Handewitt / BW Spandau, VfL Gummersbach, SC Magdeburg |
| 2006 | Deutschland | Volker Zerbe                        | TBV Lemgo                                                                             |
| 2005 | Deutschland | Klaus-Dieter Petersen               | GWD Minden, VfL Gummersbach, THW Kiel                                                 |
| 2004 | Deutschland | Heinz Jacobsen                      | THW Kiel                                                                              |
| 2003 | Deutschland | Stefan Hecker                       | TUSEM Essen, VfL Gummersbach                                                          |
| 2002 | Schweden    | Magnus Wislander                    | THW Kiel                                                                              |
| 2001 | Deutschland | Jochen Fraatz                       | TUSEM Essen, HSG Nordhorn, TBV Lemgo                                                  |
| 2000 | Deutschland | Andreas Thiel                       | VfL Gummersbach, TSV Bayer Dormagen, SG Flensburg-Handewitt                           |

### Schiedsrichter der Saison

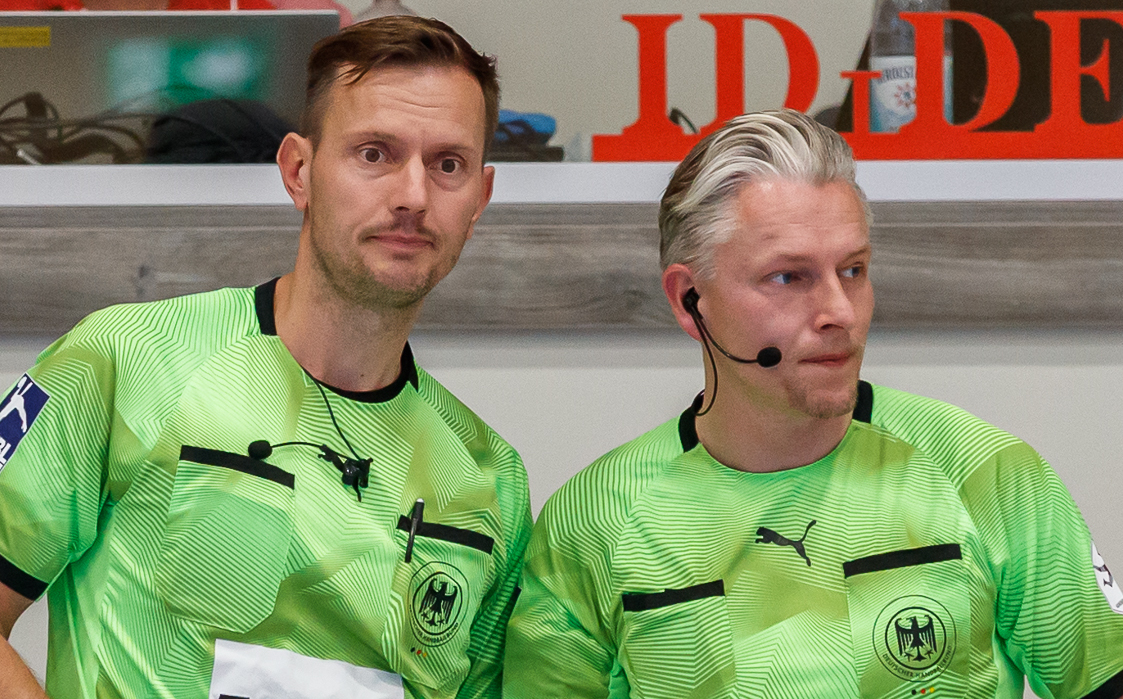
Robert Schulze & Tobias Tönnies als beste Schiedsrichter 2019, 2021 bis 2025

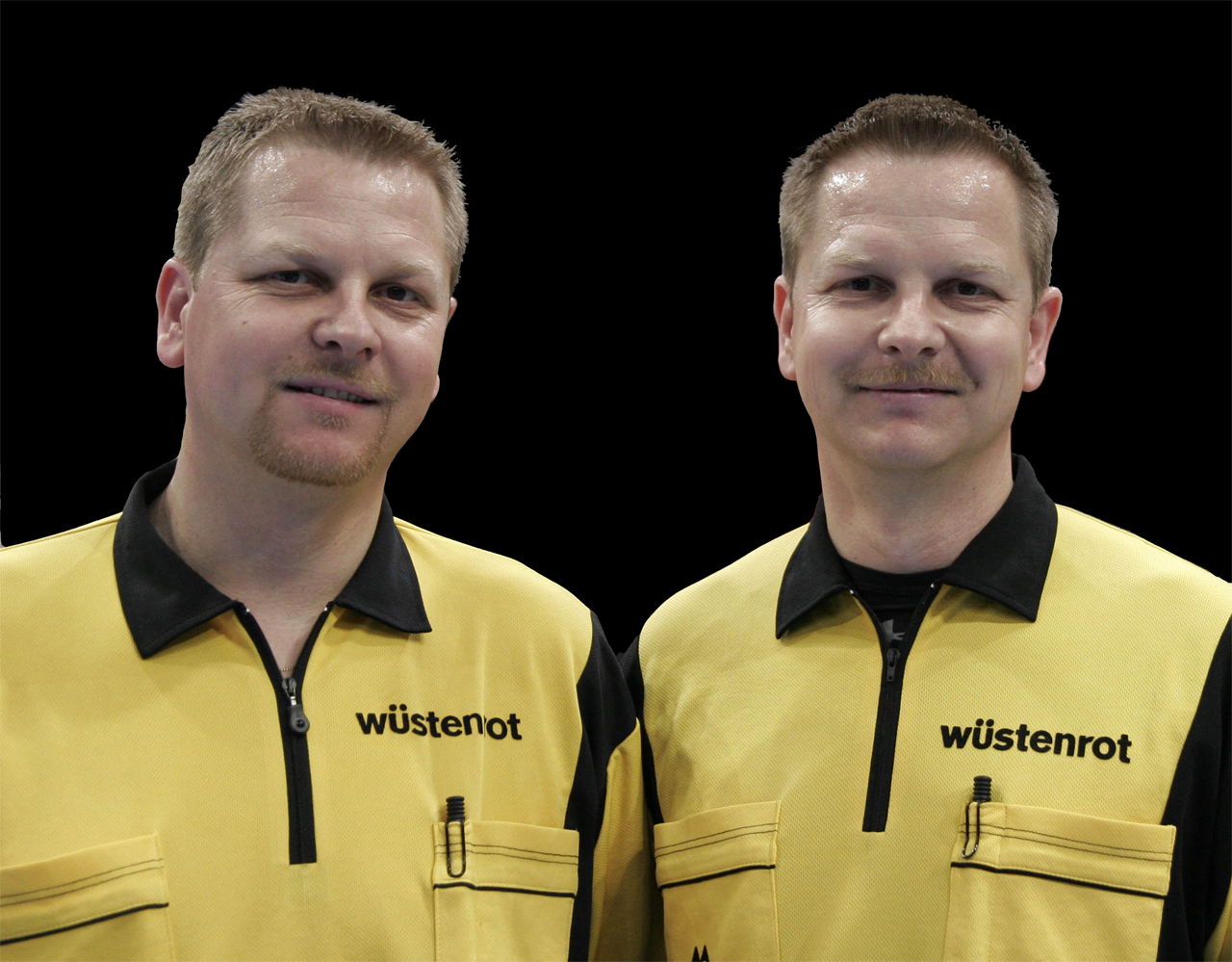
Die Gebrüder Methe als beste Schiedsrichter 2009 bis 2011

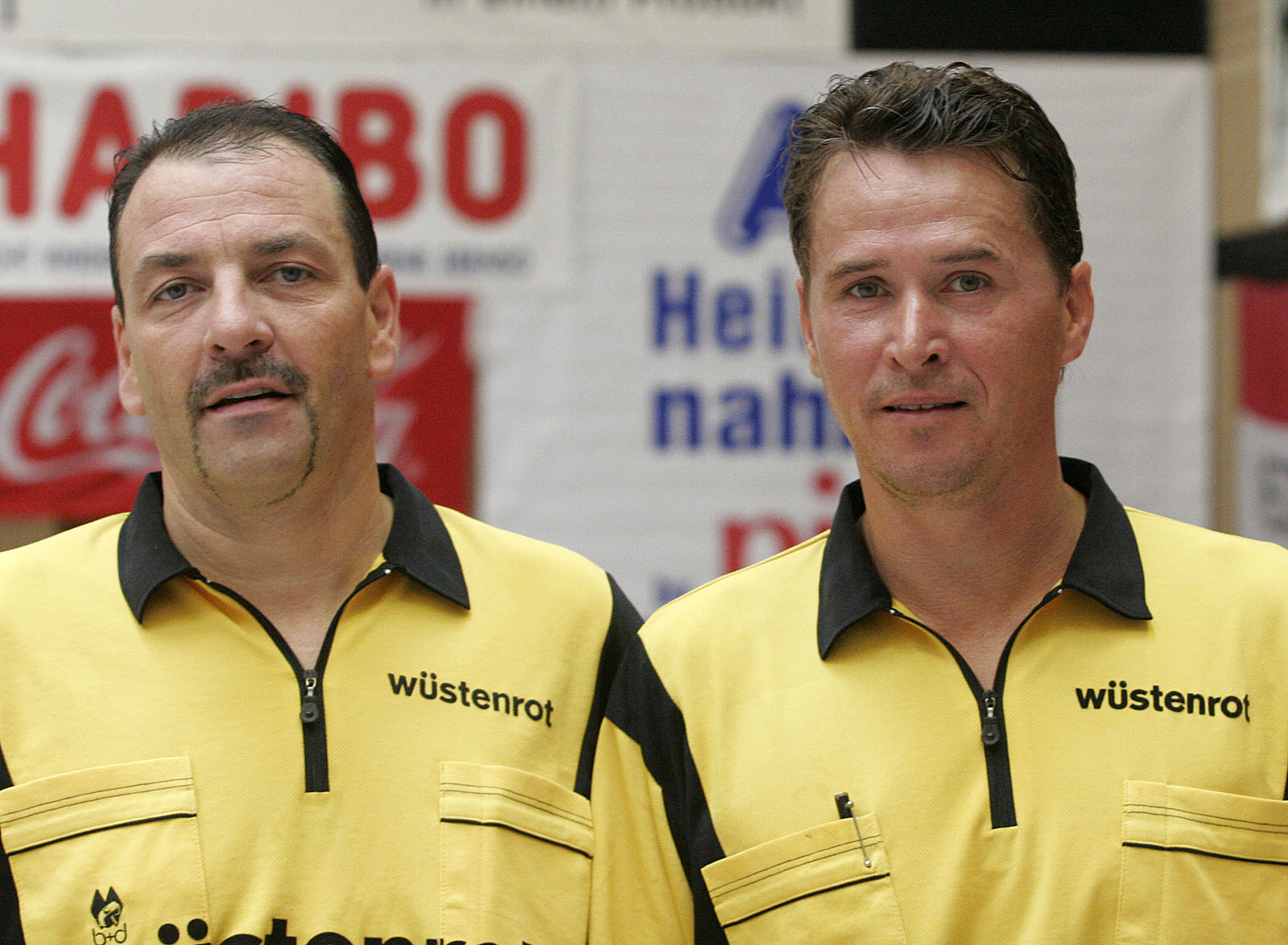
Frank Lemme & Bernd Ullrich als beste Schiedsrichter 2002 bis 2008

Zum Ende jeder Saison werden die besten Schiedsrichter von der Handball-Bundesliga ausgezeichnet. Frank Lemme und Bernd Ullrich konnten ihre erste Auszeichnung 2002 entgegennehmen. Sie waren das beste Schiedsrichterpaar bis zum Jahre 2008. Danach konnten sich die beiden Brüder Bernd und Reiner Methe über die Auszeichnung freuen. Sie haben die Auszeichnung bis zu ihrem Tod im Jahr 2011 drei Mal erhalten.
| Jahr      | Nat.                              | Gespann                           | Ort                               |
| --------- | --------------------------------- | --------------------------------- | --------------------------------- |
| 2025      | Deutschland                       | Robert Schulze & Tobias Tönnies   |                                   |
| 2024      | Deutschland                       | Robert Schulze & Tobias Tönnies   |                                   |
| 2023      | Deutschland                       | Robert Schulze & Tobias Tönnies   |                                   |
| 2022      | Deutschland                       | Robert Schulze & Tobias Tönnies   |                                   |
| 2021      | Deutschland                       | Robert Schulze & Tobias Tönnies   |                                   |
| 2020      | Deutschland                       | Lars Geipel & Marcus Helbig       |                                   |
| 2019      | Deutschland                       | Robert Schulze & Tobias Tönnies   |                                   |
| 2013–2018 | Auszeichnung wurde nicht vergeben | Auszeichnung wurde nicht vergeben | Auszeichnung wurde nicht vergeben |
| 2012      | Deutschland                       | Lars Geipel & Marcus Helbig       |                                   |
| 2011      | Deutschland                       | Bernd Methe & Reiner Methe        | Vellmar                           |
| 2010      | Deutschland                       | Bernd Methe & Reiner Methe        | Vellmar                           |
| 2009      | Deutschland                       | Bernd Methe & Reiner Methe        | Vellmar                           |
| 2008      | Deutschland                       | Frank Lemme & Bernd Ullrich       | Magdeburg                         |
| 2007      | Deutschland                       | Frank Lemme & Bernd Ullrich       | Magdeburg                         |
| 2006      | Deutschland                       | Frank Lemme & Bernd Ullrich       | Magdeburg                         |
| 2005      | Deutschland                       | Frank Lemme & Bernd Ullrich       | Magdeburg                         |
| 2004      | Deutschland                       | Frank Lemme & Bernd Ullrich       | Magdeburg                         |
| 2003      | Deutschland                       | Frank Lemme & Bernd Ullrich       | Magdeburg                         |
| 2002      | Deutschland                       | Frank Lemme & Bernd Ullrich       | Magdeburg                         |
| 2000–2001 | Auszeichnung wurde nicht vergeben | Auszeichnung wurde nicht vergeben | Auszeichnung wurde nicht vergeben |